# Deno
Denoは、V8 JavaScriptエンジン及びRustプログラミング言語に基づいた、JavaScript及びTypeScriptのランタイム環境である。Node.jsの作者であるライアン・ダールによって作成され、セキュリティと生産性に焦点を当てている。ライアン・ダールが2018年に行った講演「Node.jsに関する10の反省点」で発表された。Denoは単一の実行ファイル内でランタイム環境とパッケージ管理システムの両方の役割を明示的に引き受けるので、別途パッケージ管理システムを必要としない。

## 歴史
DenoはJSConf EU 2018でのライアン・ダールによる講演「Node.jsに関する10の反省点」で発表された。ライアン・ダールはこの講演において、後悔しているNode.jsの初期設計での決定について言及し、以下の点を挙げている。
- APIの設計でpromiseを使用しないという選択をしたこと
- 古いGYPビルドシステムを使用するようにしたこと
- node_modulesとpackage.jsonの採用
- 拡張子を除外したこと
- index.jsによる魔法のようなモジュールの依存関係の解決
- V8のサンドボックス環境の破壊

最終的に、彼はDenoのプロトタイプ版を発表し、Protocol Buffersのようなシリアライズツールを使用したメッセージの受け渡しを通じてシステムコールバインディングを実現し、アクセス制御用のコマンドラインフラグを提供することを目指した。
Denoは当初はGoで実装され、特権側 (Goとシステムコールアクセス) と非特権側 (V8) の間のシリアライズにProtocol Buffersを使用していた。しかしながら、実行時間が2倍になることとガベージコレクションの圧力から、コードは直ぐにRustで再実装された。非同期イベント駆動型プラットフォームとしてlibuvに代わってTokioが導入され、より高速な「ゼロ・コピー」シリアライゼーション及びデシリアライゼーションのためにFlatBuffersが導入されたが、2019年4月にシリアライゼーションの大幅なオーバーヘッドを測定したベンチマークが公開されたことによって、FlatBuffersは同年8月の後半に削除された。
Goの標準ライブラリをモデルとしたDenoの標準ライブラリは、広範なツール及びユーティリティを提供するために2018年11月に作成され、Node.jsの依存関係での爆発問題を部分的に解決した。

## 概要
Denoは現代のプログラマのための生産的で安全なスクリプト環境を目指している。Node.jsと同様に、Denoはイベント駆動型アーキテクチャに重点を置いており、非ブロッキングコアIOユーティリティのセットとそのブロッキング版を提供している。DenoはWebサーバの作成や科学計算に利用することができる。発音は当初デノだったがディーノ
となった模様。

### Node.jsとの比較
DenoとNode.jsはGoogle ChromeなどのChromiumベースのウェブブラウザで採用されているV8 JavaScriptエンジン上に構築されたランタイム環境である。どちらも内部イベントループがあり、スクリプトと広範なコマンドラインユーティリティを実行するためのコマンドラインインタフェースを提供している。
DenoがNode.jsと異なる主な点は以下の通りである:
1. CommonJSの代わりに、ES Moduleをデフォルトのモジュールとシステムとして使用する。
2. ウェブブラウザと同様に、依存関係 (ローカル及びリモート) を読み込むためにURLを使用する。
3. リソースを取得するためのパッケージ管理システムが組み込まれているので、npmは不要である。
4. キャッシングメカニズムを備えたスナップショットTypeScriptコンパイラを使用することによるTypeScriptのサポート。
5. 幅広いWeb APIを実装することによるウェブブラウザとの互換性の向上。
6. サンドボックスコードを実行するために、ファイルシステムとネットワークアクセスを制御することができる。
7. promise、ES6及びTypeScriptの機能を利用するためにAPIを再設計したこと。
8. コアAPIのサイズを最小限にしながら、外部に依存関係の無い大きな標準ライブラリを提供すること。
9. 特権システムAPIを呼び出しとバインディングの使用のために、メッセージ受け渡しチャネルを使用すること。

## 例
以下は、読み取り / 書き込み / ネットワーク権限無しの基本的なDenoスクリプトの実行例である (サンドボックスモード):
```
deno
 
run
 
main.ts

```

権限を許可する場合は、明示的に対応するフラグを指定することが必要:
```
deno
 
run
 
--allow-read
 
--allow-net
 
main.ts

```

スクリプトの依存関係を検査する場合は、infoサブコマンドを使用する:
```
deno
 
info
 
main.ts

```

Denoでの基本的なHello worldは以下の通りである (Node.jsと同様):
```
console
.
log
(
"Hello, World!"
);

```

Denoオブジェクトはウェブブラウザでは使用できないDeno固有のAPIにグローバル名前空間を提供する。UNIXのcatコマンドは、以下のように実装することができる:
```
/**

 * cat.ts

 */

for
 
(
const
 
filename
 
of
 
Deno
.
args
)
 
{

  
const
 
file
 
=
 
await
 
Deno
.
open
(
filename
);

  
await
 
file
.
readable
.
pipeTo
(
Deno
.
stdout
.
writable
,
 
{
 
preventClose
:
 
true
 
});

}

```

このプログラムを実行するには、ファイルシステムの読み取り許可が必要である:
```
deno
 
run
 
--allow-read
 
cat.ts
 
myfile

```

以下はDenoによる基本的なHTTPサーバの実装である:
```
Deno
.
serve
((
req
)
 
=>
 
new
 
Response
(
"hello world"
));

```

Denoはリモートの標準ライブラリファイルを自動的にダウンロードしてキャッシュし、コードをコンパイルする。同様に、URLを入力ファイル名として指定することで、明示的にダウンロードせずに標準ライブラリスクリプト (ファイルサーバなど) を直接実行することができる (-Aは全ての権限を有効にするフラグである):
```
$ 
deno
 
run
 
-A
 
https://deno.land/std/http/file_server.ts

Download https://deno.land/std/http/file_server.ts

Compile https://deno.land/std/http/file_server.ts

...

HTTP server listening on http://0.0.0.0:4500/

```